# Gyptidium
Gyptidium är ett släkte av korgblommiga växter. Gyptidium ingår i familjen korgblommiga växter.
Kladogram enligt Catalogue of Life:
| Gyptidium | \| \| Gyptidium militare \| \| \| \| \| \| Gyptidium trichobasis \| \| \| \| |
|           | \| \| Gyptidium militare \| \| \| \| \| \| Gyptidium trichobasis \| \| \| \| |
|           | Gyptidium militare                                                           |
|           |                                                                              |
|           | Gyptidium trichobasis                                                        |
|           |                                                                              |